# Cinestèsia
La cinestèsia és la sensibilitat que s'origina en músculs, articulacions o tendons informant sobre les posicions, el pes i els moviments de les diverses parts del cos. Pot ser extereoceptiva o superficial (recull les sensacions externes), interoceptiva (recull les sensacions dels òrgans interns) o bé propioceptiva o cenestèsica (informa sobre els membres, actituds i moviments corporals).
La cinestèsia es percep bàsicament per receptors cutanis, capsulars articulars i sensorials musculars, com els òrgans de Golgi i els fusos neuromusculars.

## Etimologia
La paraula catalana "cinestèsia" consta de "cine", forma prefixada del mot grec kínēma -atos que significa moviment, i "estèsia", forma sufixada del també grec aísthēsis, que significa sensació, sensibilitat.

## Sistema cinestèsic
És el sistema perceptiu que dona informació propioceptiva. Les sensacions segueixen vies situades als receptors sensorials anomenats receptors articulars, que s'estimulen quan canvien els angles relatius en què se sostenen els ossos. Les terminals lliures dels nervis entre fibres nervioses indiquen quan s'estira un múscul, mentre que les terminacions nervioses als tendons assenyalen quan es contrau un múscul.

## Codificació de la informació cinestèsica
Els receptors articulars descarreguen el primer potencial d'acció a més de fer la transducció, convertint-se en la primera neurona de la via aferent. Les fibres van a la medul·la espinal i d'allà al tàlem, a l'escorça somatosensorial i al cerebel. Les fibres que transmeten informació són de dos tipus:
- Fibres d'adaptació ràpida: en doblegar-se una articulació, augmenta la freqüència de descàrrega i després recuperen ràpidament el nivell de descàrrega espontània. Poden codificar moviments simples.
- Fibres d'adaptació lenta: més nombroses, però que no recuperen ràpid els nivells espontanis. Permeten informar de l'angle precís en què es troba l'articulació.

## Estil cognitiu cinestèsic
Des del punt de vista de l'estil cognitiu, tradicionalment es distingeix entre persones visuals, auditives i cinestèsiques. Les cinestèsiques aprenen millor allò que practiquen, per inducció i repetició.
La majoria de teories psicològiques amplien aquestes tres categories amb altres subcategories, per atendre millor la varietat d'estils cognitius. Però, a part d'aquesta tríada bàsica, no hi ha acord entre elles.

## Intel·ligència corporal-cinestèsica
Segons la teoria de les intel·ligències múltiples, una de les capacitats o destreses a desenvolupar és la que anomena "intel·ligència corporal-cinestèsica". Seria la capacitat d'utilitzar el mateix cos per realitzar activitats o resoldre problemes. Hi destaca la realització d'accions motrius.